# سگ شب (فیلم)
سگِ شب یا نایت‌بچ (به انگلیسی: Nightbitch) یک فیلم کمدی سیاه آمریکایی محصول ۲۰۲۴ به نویسندگی و کارگردانی ماریل هلر و با بازی ایمی آدامز است. این فیلم بر اساس رمانی به همین نام به قلم ریچل یودر از سال ۲۰۲۱ ساخته شده است.
سگِ شب نخستین بار در جشنواره بین‌المللی فیلم تورنتو در ۷ سپتامبر ۲۰۲۴ به نمایش درآمد و توسط سرچلایت پیکچرز در ۶ دسامبر ۲۰۲۴ در سینماهای ایالات متحده اکران شد.

## زمینه داستان
نایت‌بچ داستانی به سبک واقع‌گرایی جادویی از یک مادر خانه‌نشین است که گاهی به یک سگ تبدیل می‌شود.

## بازیگران
- ایمی آدامز
- اسکوت مک‌نری
- الا توماس
- گرت سی فیلیپس
- مری هالند
- زوئی چائو[۵]

## تولید

### توسعه
در ژوئیه ۲۰۲۰ آناپورنا پیکچرز حقوق نشر فیلم برای رمان نایت‌بیچ اثر ریچل یودر، با بازیگری و تهیه کنندگی ایمی آدامز را به دست آورد. سپس استیسی اونیل از شرکت سازنده آدامز باند گروپ در کنار مگان الیسون، سو نیگل و سامی شر تهیه‌کننده فیلم، و یودر به عنوان تهیه‌کننده اجرایی اعلام شدند. فیلمساز ماریل هلر که هرگز می‌توانی مرا ببخشی؟ را ساخته بود، با رمان یودر ارتباط برقرار کرد و در طول دنیاگیری کووید-۱۹ در کنار آدامز شروع به ساختن فیلم کرد.

### پیش تولید
در مارس ۲۰۲۲، قرار بود فیلمبرداری در پاییز همان سال آغاز شود. در ماه مه، سرچلایت پیکچرز حق پخش را از آناپورنا به مبلغ ۲۵ میلیون دلار به دست آورد و در بین پنج شرکت کننده دیگر برنده شد. در این زمان، مشارکت هلر به‌طور رسمی تأیید شد. کریستینا اوه، آدام پالسن و هلر عنوان تهیه‌کننده این فیلم را بر عهده داشتند، در حالی که شر به همراه هاویلا بروستر به سمت تهیه‌کننده اجرایی نقل مکان کرد. در ۲۷ ژوئن ۲۰۲۲، اسکوت مک‌نری به فیلم پیوست.

### فیلمبرداری
قرار بود تولید در سپتامبر ۲۰۲۲ در لس آنجلس آغاز شود. در اکتبر ۲۰۲۲، با اعلام این که الا توماس و گرت فیلیپس به بازیگران پیوسته‌اند، تولید نیز آغاز شد. در ۲۱ اکتبر ۲۰۲۲، مری هالند به جمع بازیگران پیوست.

## انتشار
سگِ شب در ابتدا قرار بود توسط هولو منتشر شود، اما بعداً تاریخ اکران سینمایی آن به‌وسیلهٔ سرچلایت پیکچرز برای ۶ دسامبر ۲۰۲۴ اعلام شد. این فیلم برای نخستین بار در جشنواره بین‌المللی فیلم تورنتو در ۷ سپتامبر ۲۰۲۴ به نمایش درآمد.

## بازخورد
در وبگاه جمع‌آوری نقد راتن تومیتوز، ٪۶۰ از ۱۲۰ بررسی منتقدان مثبت است، و میانگینِ امتیاز آن ۶٫۲/۱۰ است.
این فیلم در متاکریتیک که از میانگین وزنی استفاده می‌کند، بر اساس نظر ۳۷ منتقدین امتیاز ۵۹ از ۱۰۰ را کسب کرده که نشان‌گر «نقدهای مختلط یا متوسط» است.